# Boston Bruins
Boston Bruins je hokejaški klub iz Bostona u Massachusettsu u SAD-u. 
Nastupa u NHL ligi od 1924. godine. Ujedno su i prva profesionalna momčad iz SAD-a u NHL-u, i prvi su osvojili (iz SAD-a) Stanleyjev kup 1929. godine. Član je Izvorne šestorice.
Domaće sklizalište: 
- Boston Garden (1928. – 1995.)
- TD Garden (1995.-)

Klupske boje: zlatna, crna i bijela

## Uspjesi
- Stanleyev kup 1929., 1939., 1941., 1970., 1972., 2011.
- President's Trophy 1989/1990.

## Vanjske poveznice
Boston Bruins